# Estadio Olimpia de Helsingborg
El Estadio Olimpia es un estadio de fútbol ubicado en la ciudad de Helsingborg, en la provincia de Escania, en el sur de Suecia. Allí juega sus partidos de local el Helsingborgs IF. su dirección es Stenbocksgatan 8, 126 23 Helsingborg.
Karl Svensson ha sido honrado con una estatua colocada en el estadio, obra del escultor Risto Karvinen.

## Partidos de laCopa Mundial de Fútbol de 1958
Argentina recibió la mayor goleada de su historia en este Campeonato Mundial en el partido disputado contra Checoslovaquia.
| Fecha       | Fase         | Equipo           |                            | Resultado |                            | Equipo         | Espectadores |
| ----------- | ------------ | ---------------- | -------------------------- | --------- | -------------------------- | -------------- | ------------ |
| 11 de junio | Primera fase | Alemania Federal | Bandera de Alemania        | 2 - 2     | Bandera de República Checa | Checoslovaquia | 25 000       |
| 15 de junio | Primera fase | Checoslovaquia   | Bandera de República Checa | 6 - 1     | Bandera de Argentina       | Argentina      | 16 448       |

- Datos: Q638087
- Multimedia: Olympia (arena) / Q638087